# Final Fantasy IV
Final Fantasy IV (ファイナルファンタジーIV, Fainaru Fantajī Fō) is een RPG uit de Final Fantasy reeks van de Japanse spelfabrikant Square dat is uitgekomen in 1991 in Japan en de Verenigde Staten. Het spel kwam eerst uit op de Super Nintendo en later ook op de WonderSwan Color, PlayStation, de Game Boy Advance en de iPhone & iPad's. Eerst werd het spel in de Verenigde Staten uitgegeven als Final Fantasy II, maar in latere uitgaven werd de originele naam hersteld.
Final Fantasy IV was het eerste spel uit de reeks dat voor de Super Nintendo uitkwam. De grafische en akoestische verbeteringen vormden een grote stap voorwaarts. Ook maakte men hier voor het eerst gebruik van het MP-systeem voor spreuken. Iedere spreuk kostte nu een bepaald aantal Magic Points, waarbij eenvoudige spreuken minder MP kostten dan gecompliceerdere en ingrijpender spreuken.
De Japanse versie is iets moeilijker dan de Amerikaanse versie. Ook zijn in de laatste enige wijzigingen doorgevoerd, met het oog op de "moraliteit". Cecils kamer heeft maar één bed in plaats van twee, omdat de Amerikanen niet wilden dat aan te jonge kinderen de suggestie zou worden gewekt dat Cecil en Rosa seks met elkaar hadden. Ook wordt Rosa in het kasteel van Golbez bedreigd door een ijzeren bal in plaats van een bijl.

## Verhaal
Om de Blauwe Planeet cirkelen twee manen. Een is een gewone maan, maar de tweede is kunstmatig en wordt bewoond door vluchtelingen van een vernietigde planeet. Omdat de beschaving van de Maanbewoners op een veel hoger peil stond dan die van de Blauwe Planeet, besloten de Maanbewoners zichzelf in kunstmatige slaap te brengen tot het moment dat de Blauwe Planeet ver genoeg gevorderd is. Een aantal Maanbewoners waren het daar niet mee eens. Een van hen, KluYa, ging toch naar de Blauwe Planeet en schonk de bewoners verschillende technieken, zoals luchtschepen. Uiteindelijk trouwde hij met een vrouw van de Blauwe Planeet en kreeg twee zoons. Een andere Maanbewoner, Zemus, vond dat de Maanbewoners de Blauwe Planeet simpelweg moesten opeisen voor zichzelf en alle anderen uitroeien. Voor hij zijn genocidale plan ten uitvoer kon brengen, dwongen de overigen hem in slaap.
Jaren later is de Duistere Ridder Cecil is kapitein van de luchtmacht van Baron. Als zijn geweten in opstand komt tegen de laatste missie (het stelen van het waterkristal van Mysidia), ontheft de koning hem van zijn commando en stuurt hem met zijn vriend Kain naar de vallei van Mist. Wanneer blijkt dat deze missie slechts tot doel had de Summoners uit te roeien, keren Cecil en Kain zich tegen de koning en besluiten andere landen te waarschuwen. Cecil weet een meisje te redden, maar raakt Kain kwijt.
Cecil komt twee keer net te laat en de Red Wings stelen ook de kristallen van Damcyan en Fabul. De luchtvloot wordt nu geleid door een zekere Golbez, en de koning is gedood en vervangen door een bedrieger. Cecil zuivert zich van zijn zonden uit het verleden en wordt een paladijn, en weet met zijn vrienden de valse koning te ontmaskeren. Golbez heeft nu echter Kain in zijn macht gekregen en Rosa ontvoerd. In ruil voor Rosa wordt Cecil gedwongen ook het laatste kristal af te geven, maar hierbij verliest Golbez de controle over Kain. De complete groep probeert nu de dwergen te helpen hun vier kristallen (de Duistere Kristallen) te verdedigen tegen Golbez, maar hoewel Golbez in een gevecht verslagen wordt weet hij toch uiteindelijk ook de vier Duistere Kristallen te bemachtigen en opnieuw controle over Kain te bemachtigen. Hiermee kan de Maan bereikt worden.
Cecil reist met een legendarisch luchtschip naar de Maan, want daar roept iemand hem. Dit is de Maanbewoner FuSoYa, die hem uitlegt dat hij een van de zoons van KluYa was, en dat Golbez net als Kain door een ander werd beheerst. Die ander was de Maanbewoner Zemus, die vanuit het centrum van de Maan Golbez beheerste en aanzette tot het verzamelen van de kristallen. Met deze kristallen kan de Reus van Bab-Il worden geactiveerd die alle leven op de Blauwe Planeet moet uitroeien zodat Zemus er een nieuwe beschaving kan stichten. 
De groep komt net te laat: de reus komt tot leven. Tot ieders verrassing wordt de reus direct aangevallen door luchtschepen en tanks: de koninkrijken van de Blauwe Planeet en de dwergen uit de ondergrondse gewelven verenigen zich tegen de dreiging. Dit vertraagt de reus net lang genoeg zodat Cecil en zijn vrienden binnen kunnen dringen om het gevaarte onklaar te maken. Dit lukt en wanneer een woedende Golbez op hen toestormt, heft FuSoYa Zemus' controle over hem op waardoor Golbez tot zijn zinnen komt, en hierdoor ook Kain. Hij blijkt eveneens een zoon van KluYa te zijn en hiermee Cecil's oudere broer. Hij en FuSoYa vertrekken naar de Maan om met Zemus af te rekenen.
Cecil en zijn vrienden besluiten de twee na te reizen. Bovendien is Golbez wel Cecil's broer en vindt Rosa dat hij ondanks wat er gebeurd is hem niet zonder een woord kan laten vertrekken op een missie waarvan hij misschien niet terugkomt. Cecil, Rydia, Kain, Rosa en Edge dringen het centrum van de maan binnen en zijn net op tijd om Golbez en FuSoYa tegen Zemus te zien vechten. Ze verslaan hem met een Meteo, maar uit Zemus' lijk komt Zeromus tevoorschijn, de belichaming van Zemus' haat. Golbez en FuSoYa kunnen Zeromus niet verslaan, omdat Golbez geen zuiver geweten heeft. Cecil gebruikt hierna het kristal zodat Zeromus in een vorm verandert die ze wel kunnen verslaan.
Cecil wisselt nog een paar woorden met Golbez, die besluit samen met FuSoYa en de andere Maanbewoners te slapen tot de Blauwe Planeet klaar voor hen is, omdat de bewoners van de Blauwe Planeet zijn misdaden nog niet zullen zijn vergeten. Edge wordt koning van Eblan en gebruikt de schatten voor de wederopbouw. Edward bestijgt de troon van Damcyan. Yang wordt koning van Fabul. Cecil en Rose trouwen, en bestijgen de troon van Baron.

## Speelbare personages
- Cecil [Dark Knight / Paladin]
- Kain [Dragoon]
- Rydia [Summoner]
- Tellah [Sage]
- Edward [Bard]
- Rosa [White Mage]
- Yang [Monk]
- Palom [Black Mage]
- Porom [White Mage]
- Edge [Ninja]
- Cid [Engineer]
- FuSoYa [Lunarian]

## Nintendo DS Versie
Net zoals deel 3 is deze versie opnieuw uitgebracht voor de Nintendo DS.
Net zoals zijn voorloper is er een CGI filmpje toegevoegd.
Het spel is nu in 3D, er is voice-acting toegevoegd en voor de rest lijkt hij veel op zijn voorloper qua grafische verbeteringen. (Deel 3)
In 2008 kwam een opvolger uit voor verschillende platforms: Final Fantasy IV: The After Years

## Trivia
- Het spel is opgenomen in het boek 1001 Video Games You Must Play Before You Die van Tony Mott.
- Cecil maakt een cameo in Secret of Evermore, waar de speler hem in Ebon Keep ontmoet en hij verwijst naar de strijd tegen Zeromus, zijn koningschap van Baron, en de tijd dat hij paladijn was.
- Een bekende quote uit de Engelse SNES versie is 'You spoony bard!', een belediging die Tellah Edward toeroept. Dit is een ongelukkige vertaling uit het Japans. Hoewel de term correct Engels is ('spoony' verwijst naar onnozel of naïef gedrag), is deze ouderwets en een onwaarschijnlijk milde belediging gezien het feit dat Tellah meende dat Edward zijn dochter had ontvoerd, haar net stervend had aangetroffen en meende dat dit alles Edward's schuld was. Deze belediging is omwille van de bekendheid in latere Engelstalige versies (GBA, PSP, DS) overgenomen en in andere spellen in en buiten de Final Fantasyreeks geciteerd of geparodieerd.
- Golbez is door de makers, die Star Wars fans zijn, gebaseerd op Darth Vader. Evenals Darth Vader is hij gemaskerd en geharnast, blijkt hij achteraf door een nog groter kwaad als pion te zijn misbruikt, en is hij een familielid van de belangrijkste protagonist. Ook heeft Golbez, net als Darth Vader, een zeer herkenbaar leidmotief, een duistere en onheilspellende melodie.
- De naam Cecil betekent 'blind' en staat voor zijn aanvankelijke onwetendheid over hoe hij tot het kwaad werd aangezet.
- Kain is vernoemd naar de Bijbelse Kaïn, vanwege zijn (onderdrukte) jaloezie op Cecil. De naam Kaïn betekent 'speer', en dit is dan ook zijn wapen.